# Scincosaurus
Scincosaurus — вимерлий рід нектрідових тетраподоморфів родини Scincosauridae.

## Морфологічний опис
Довжина цієї тварини була трохи більше 20 сантиметрів, а тіло було схоже на тіло ящірки. Череп був досить маленьким по відношенню до розміру тіла. Тіло, незважаючи на подовження, складалося з обмеженої кількості хребців (близько 20). Ключиці та міжключиці були дуже міцними, як і ноги та таз. Хвіст був надзвичайно подовженим, але не мав гемальних дуг.

## Палеобіологія
Міцні ноги, довгий важкий хвіст і загальна морфологія скелета вказують на те, що сцинкозавр був наземною твариною, на відміну від більшості інших нектрідів, які зазвичай є водними.